# Nobres
Nobres là một đô thị thuộc bang Mato Grosso, Brasil. Đô thị này có diện tích 3859,509 km², dân số năm 2007 là 14825 người, mật độ 3,84 người/km².